# Вронський Іван
Вронський Іван (пом. 1648) — польський шляхтич, який вважається засновником шляхетського роду Вронських. Віросповідання: католик. За доблесть у війні з Московією отримав від короля Владислава IV село Юхнове (Новгород-Сіверщина) у володіння (1634). Став воєводою Новгород-Сіверським. Учасник Смоленської війни. В грудні 1632 року був поранений, потрапив до московського полону. Був одружений з вдовою Гаврила Левшина, Оленою Манькевич. Діти: Федір, Петро. Був каштеляном Новгород-Сіверського. Був убитий в липні 1648 року, в м. Новгород-Сіверський, під час повстання Хмельницького.
Згадки у літературі:
- Згадується в Історії Русів.[1]
- Згадується у баладі Миколи Костомарова «Щира правда» як взірець вірності.[2]